# Rakety Atlas

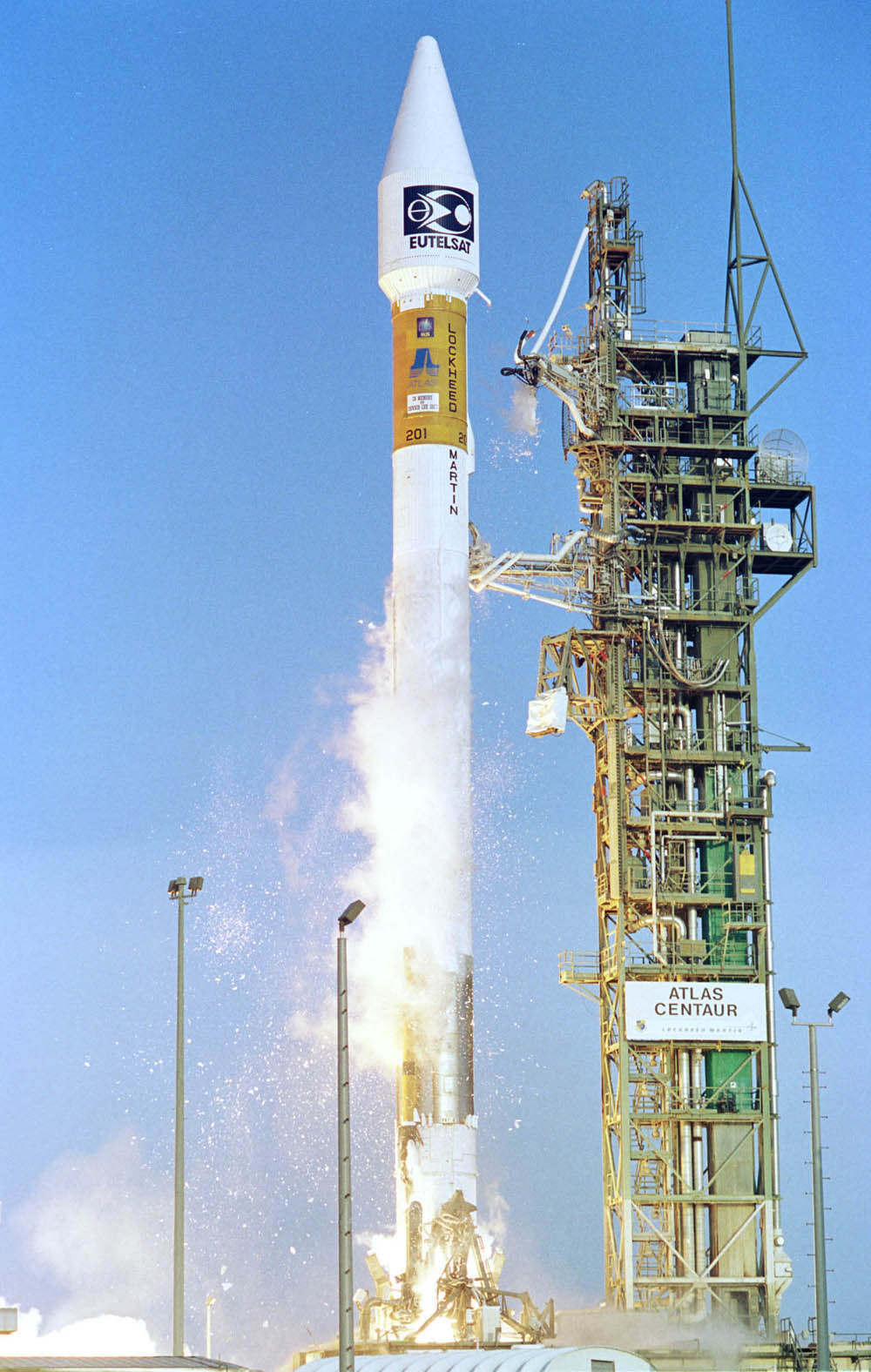
Atlas III Centaur při startu v roce 2000

Početná rodina raket Atlas začíná u první americké mezikontinentální balistické střely SM-65 Atlas. Jednalo se o jedenapůlstupňovou raketu spalující kapalný kyslík a RP-1. Raketa byla vybavena dvěma motory Rocketdyne LR-89 a jedním LR-105, přičemž dva LR-89 byly odhozeny během vzestupu (proto jedenapůlstupňová). Spolu s raketami Redstone a Vanguard tvořila páteř amerického vesmírného programu v jeho počátcích na přelomu 50. a 60. let. V porovnání se svými současníky byla nejsilnější a to ji předurčilo pro vynášení těžších nákladů. Mezi její prvenství patří úspěšný orbitální let s lidskou posádkou, vypuštění prvních špionážních satelitů, prvních sond k Měsíci, Venuši, Merkuru, Marsu, Jupiteru a Saturnu. Později byly přidány horní stupně Agena a poté Centaur. Rakety Atlas jsou historicky nejúspěšnější komerčně využívané nosné rakety používané převážně pro vynášení komunikačních satelitů. V dnešní době je v aktivní službě pouze Atlas V.

## Historie

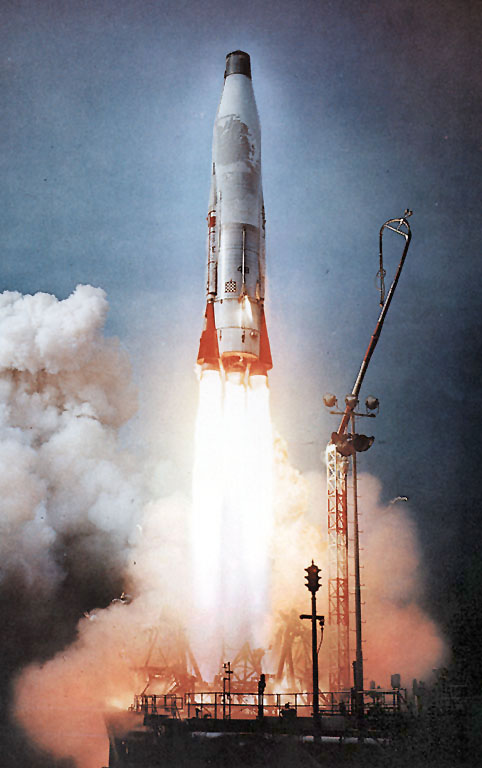
SM-65 Atlas-B

### Počátky SM-65
Atlas začínal jako studie požadovaná US Army Air Corps z října 1945 na střelu dlouhého dosahu. 10. ledna 1946 byly upřesněny požadavky a projekt byl rozdělen na dvě varianty s dosahem 6 000 námořních mil, první měla být podzvuková, okřídlená a poháněná proudovým motorem a druhá varianta měla být poháněná raketovým motorem, dosahovat supersonických rychlostí a létat po balistické dráze. Projekt vyžadoval vyvinutí nových technologií jako třeba velmi lehké nádrže, systém kloubového zavěšení motorů, oddělitelnou sekci s bojovou hlavicí a vysoce výkonné motory. V roce 1947 dostal Convair kontrakt na balistickou raketu, projekt podzvukové střely byl předán firmám Northrop a Martin. Projekt balistické rakety vyústil ve tři testovací prototypy MX-774, ale těsně před prvními letovými zkouškami v červenci 1947 bylo odstřiženo financování a program byl zrušen. Poslední zbytky dotací byly využity na testování ve White Sands Proving Ground od července do prosince 1947 a další vývoj probíhal velmi pomalu a byl financován z rozpočtu společnosti Convair.
Oživení programu přišlo se začátkem studené války a v září 1951 dostal Convair novou zakázku na mezikontinentální střelu založenou na poznatcích z programu MX-774. Hlavním problémem byl nespolehlivý systém zážehu, jehož úspěšnost se pohybovala kolem 50 %. Proto vznikla jedenapůlstupňová koncepce, kdy všechny tři motory byly zažehnuty společně ještě před vzletem a dva motory byly odhozeny během letu. Naplno se projekt rozjel v roce 1955, když informace výzvědných služeb potvrdily, že Sovětský svaz pokročil ve vývoji své vlastní mezikontinentální rakety R-7. Program tou dobou nesl název WS107A-l a stal se národním projektem nejvyšší priority. Testy pohonného systému a první letové testy probíhaly v roce 1956. První let Atlasu-A se konal 11. června 1957. Program Atlas byl ve své době nejrozsáhlejším projektem a v období nejintenzivnějších prací na něm pracovalo 33 000 lidí a celkové náklady se vyšplhaly na 8 miliard dolarů.

### Vesmírné lety

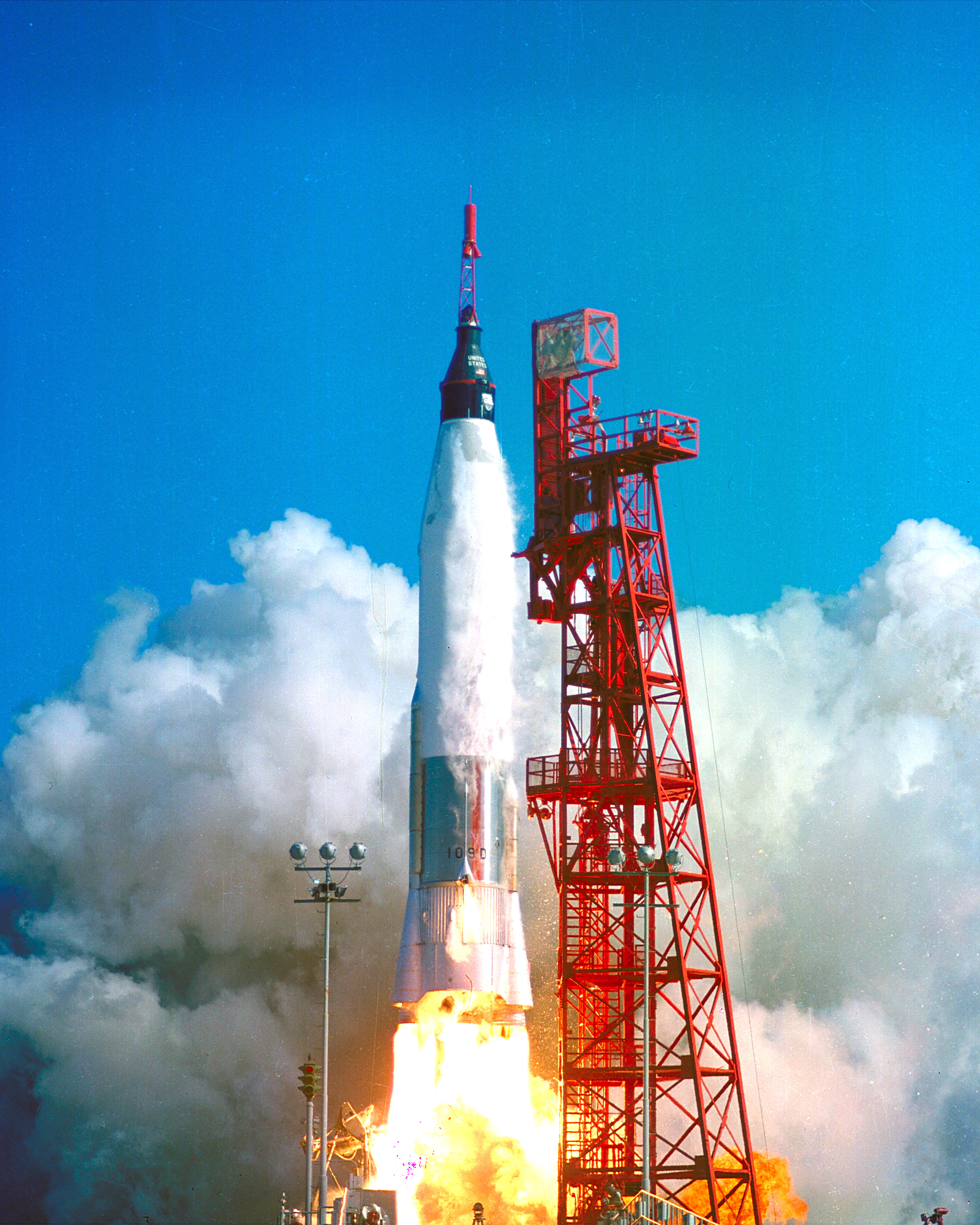
Mercury-Atlas 7

Convair a USAF se roku 1955 ucházely se svým projektem Orbital Research and Test Vehicle (ORTV) výběrového řízení na vypuštění první umělé družice k příležitosti Mezinárodního geofyzikálního roku 1957–1958. Tehdy se výběrového řízení účastnil ještě program Vanguard námořnictva a Program Orbiter/Redstone řízený Wernherem von Braunem a US Army. Atlas byl tehdy komisí ministerstva obrany odmítnut, protože se stejně jako Redstone jednalo o nejdůležitější programy národního významu a zpomalení programu kvůli vědeckému projektu bylo nemyslitelné.
Zlom přišel až po vypuštění Sputniku 4. října 1957. Rakety Vanguard byly neúspěšné a vybuchovaly krátce po startu a von Braunova raketa Juno I (čtyřstupňový Redstone) dokázala vynést pouze malý satelit, zatímco sověti dokázali vypustit 1,3 tunový Sputnik 3. Program ORTV tak byl znovu-oživen a hlavním cílem bylo co nejrychleji upravit Atlas na orbitální nosný prostředek, aby tak očistily pošramocenou pověst USA. V prosinci 1958 odstartoval Atlas-B se satelitem SCORE (Signal Communication by Orbiting Relay Equipment) a umístil ho na stabilní orbitu, satelit zůstal spojen s Atlasem a dohromady tak tvořily čtyřtunovou masu a USA se mohli pochlubit nejtěžším vyneseným objektem, ačkoli samotný satelit vážil pouhých 70 kg.
Další rozvoj následoval s programem Mercury, kde Atlas-D sloužil jako nosič v letech s lidskou posádkou. Přidáním nově vyvinutých horních stupňů Agena a Centaur získal Atlas vyšší nosnost a dlouhou dobu působil jako hlavní nosný systém ve službách NASA v projektech lodí s lidskou posádkou, průzkumu planet a dalších vědeckých projektech.
Díky tomu, že se studená válka nezměnila ve skutečnou válku, zůstala většina původních raket SM-65 Atlas ve svých silech a po vyřazení byly využívány pro komerční a vládní kosmické aplikace. Poslední z takto upravených raket vzlétla roku 1995, tedy 33 let po svém dokončení.

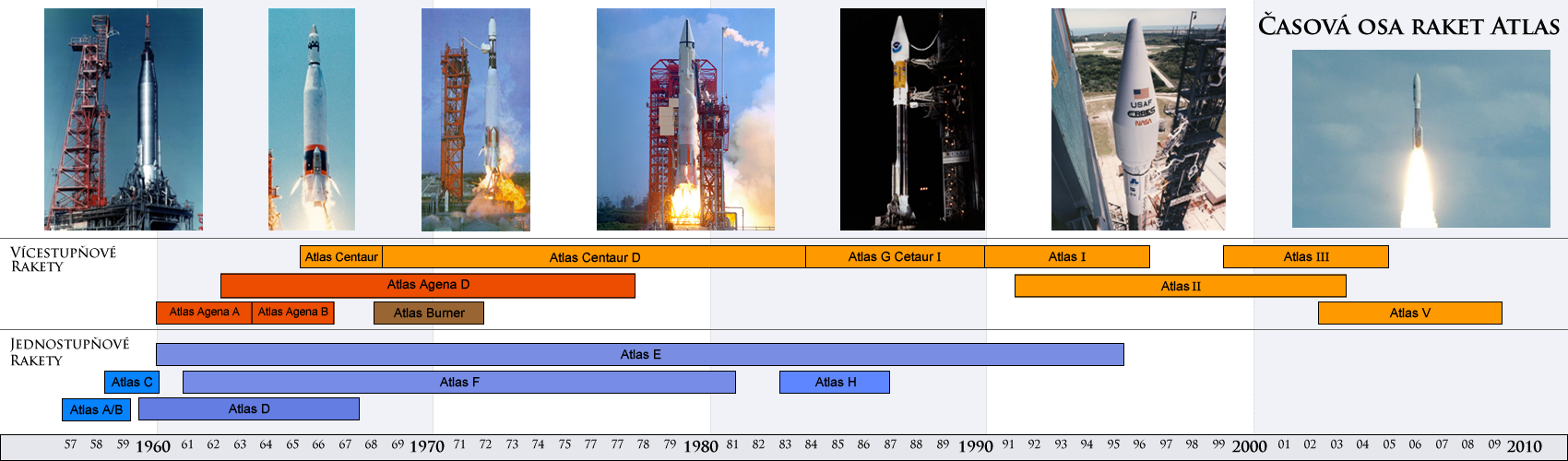
Časová osa raket Atlas

## Varianty

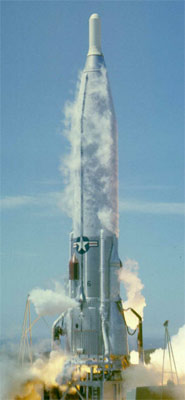
Atlas F

### Atlas
Původní mezikontinentální raketa SM-65 Atlas byla přestavěna na kosmickou nosnou raketu nejprve pro kosmické lodě programu Mercury a pro vynášení prvních satelitů. Zpočátku raketa nedisponovala žádnými dalšími stupni a její nosnost byla velmi omezená. Byla proto využívaná pro dopravu družic na balistickou dráhu, přičemž družice měly vlastní pohonný systém. Použití bylo pro užitečný náklad do 1400 kg. Konstrukce Atlasu byla ve své době v mnoha směrech unikátní a mnoho prvků se používá dodnes na stupni Centaur. Původní raketa SM-65 Atlas byla několikrát modifikována, hlavní úpravy spočívaly ve zvětšování palivových nádrží a výměnách motorů. Nejpoužívanější verze byly Atlas D a Atlas E/F, které vznikly přestavbou vyřazených balistických střel a dále verze Atlas Centaur a Atlas Agena, které byly upraveny pro použití druhých stupňů Centaur a Agena. Pozdější verze už dosahovaly vysoké spolehlivosti. Všechny typy Atlasů byly po technické stránce téměř identické až do verze Atlas III, která sice stále používá osvědčenou koncepci balonových nádrží, ale již nemá odhazovací půlstupeň a používá nový ruský motor RD-180.

#### Jednotlivé verze prvního stupně
- Atlas A – Původně testovací verze vojenské jaderné rakety, později bylo několik raket přestavěno pro vesmírné aplikace. Motory byly dva XLR-89-1. Poslední let se uskutečnil roku 1958.
- Atlas B – Testovací verze pro komplexní ověření všech letových systémů. Byla vybavena motory XLR-105-5. Několik nosičů přestavěno pro vesmírné aplikace. Poslední start v roce 1959.
- Atlas C – Testovací verze pro ověření rádiového řízení a tenkostěnných nádrží.
- Atlas D – Používaná jako mezikontinentální balistická raketa i kosmický nosný systém. Celkem 252 startů, poslední v roce 1967, celkem 33 selhání.
- Atlas LV-3B / Mercury – Upravená verze Atlasu D pro program Mercury.
- Atlas E – Mezi lety 1960–1966 sloužila jako hlavní americká mezikontinentální balistická střela, po vyřazení byla po dalších 20 let používána jako první stupeň nosných raket.
- Atlas F – Lehce modifikovaná verze Atlas E, hlavní úpravou je možnost odpalování z podzemních sil. Pro použití jako kosmický nosič se od verze Atlas E takřka neliší a někdy se uvádí jako Atlas E/F. Celkem se uskutečnilo 202 startů mezi lety 1959–1995
- Atlas G/H/I – Prodloužená verze s upravenými motory LR-105-7. Používány až do roku 1997.
- Atlas Agena LV-3/SLV-3 – Upravená verze pro připojení stupně Agena.
- Atlas Centaur LV-3/SLV-3 – Upravená verze pro připojení stupně Centaur.

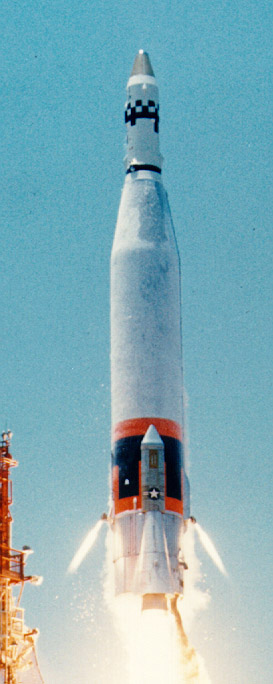
Atlas Agena

#### Tabulka srovnání verzí prvního stupně
| Model          | MX 774    | Atlas A        | Atlas B                  | Atlas C         | Atlas D                  | Atlas LV-3B                  | Atlas E/F              |
| -------------- | --------- | -------------- | ------------------------ | --------------- | ------------------------ | ---------------------------- | ---------------------- |
| Nosnost        | –         | –              | 70 suborbitální          | 70 suborbitální | 1400 kg                  | 1360 kg                      | 820 kg                 |
| Tah při startu | 35 kN     | 1517 kN        | 1587 kN                  | 1587 kN         | 1629 kN                  | 1587 kN                      | 1713 kN                |
| Hmotnost       | 1100 kg   | 81 647 kg      | 107 610 kg               | 110 470 kg      | 119 000 kg               | 116 100 kg                   | 122 000 kg             |
| Motory         | 4× MX 774 | 2× XLR-89-1    | 1× XLR-105-1 2× XLR-89-1 | 1× XLR-105-1    | 2× XLR-89-5 1× XLR-105-5 | 2× XLR-89-5 1× XLR-105-5     | 2× LR-89-5 1× LR-105-5 |
| Počet startů   | 3         | 4              | 10                       | 6               | 135                      | 10                           | 202                    |
| Úspěšnost      | 0%        | 50%            | 60%                      | 66%             | 76,3%                    | 70%                          | 84%                    |
| Ve službě      | 1948      | 1957–1958      | 1958–1959                | 1958–1959       | 1959–1967                | 1959–1963                    | 1965–1995              |
| Účel           | studie    | Prototyp/testy | testy nosná raketa       | testy           | ICBM nosná raketa        | nosná raketa Program Mercury | ICBM nosná raketa      |

Nosnost – není-li dáno jinak, platí hodnoty pro nosnost na nízkou oběžnou dráhu Země.

### Atlas Able
Třístupňová varianta. K vlastní raketě Atlas D byly připojeny druhý a třetí stupeň rakety Vanguard. Raketa měla sloužit pro vynášení až 680 kg na nízkou oběžnou dráhu, 230 kg na Měsíc nebo 130 kg na únikovou rychlost. Žádný z pěti (někde uváděny 4 pokusy) pokusů o vypuštění se nepovedl a raketa byla stažena v roce 1960. První nehoda se stala při statickém testu motoru, další pak byly způsobeny přílišným namáháním konstrukce prvního stupně způsobené vysokým dynamickým zatížením při průletu hustými vrstvami atmosféry. Další problémy nastávaly při separaci druhého stupně, kdy docházelo k jeho poškození a následné explozi. Při nepodařených startech byly zničeny sondy P-3, P-30 a P-31 programu Pioneer.

### Atlas Agena
K základnímu stupni Atlas SLV-3 (upravená verze Atlasu D) byl jako druhý stupeň připojen stupeň Agena. Projektu Atlas Agena předcházela studie Atlas Vega z roku 1959, kterou nechala vypracovat NASA, jako prozatímní řešení, než bude hotov stupeň Centaur. Než však mohla vzlétnout první raketa, bylo zjištěno že CIA a USAF již provozují podobnou koncepci pod názvem Hustler pro program špionážních satelitů CORONA, a proto došlo ke sloučení projektů a přejmenování na Agena. Tato dvoustupňová kombinace se používala pro vypouštění meziplanetárních sond Pioneer, Mariner, Ranger o hmotnosti do 260 kg, družic o hmotnosti do 2600 kg nebo jako cílový objekt pro nácvik orbitálních spojení v programu Gemini . Od roku 1961 bylo vypuštěno více než 100 raket Atlas Agena. Byly používány verze Agena A/B/D a varianty základního nosiče Atlas SLV-3/SLV-3A a Atlas E/F. Poslední start se konal v roce 1966 a stupeň Agena byl nahrazen výkonnějším a účinnějším stupněm Centaur

### Atlas Centaur

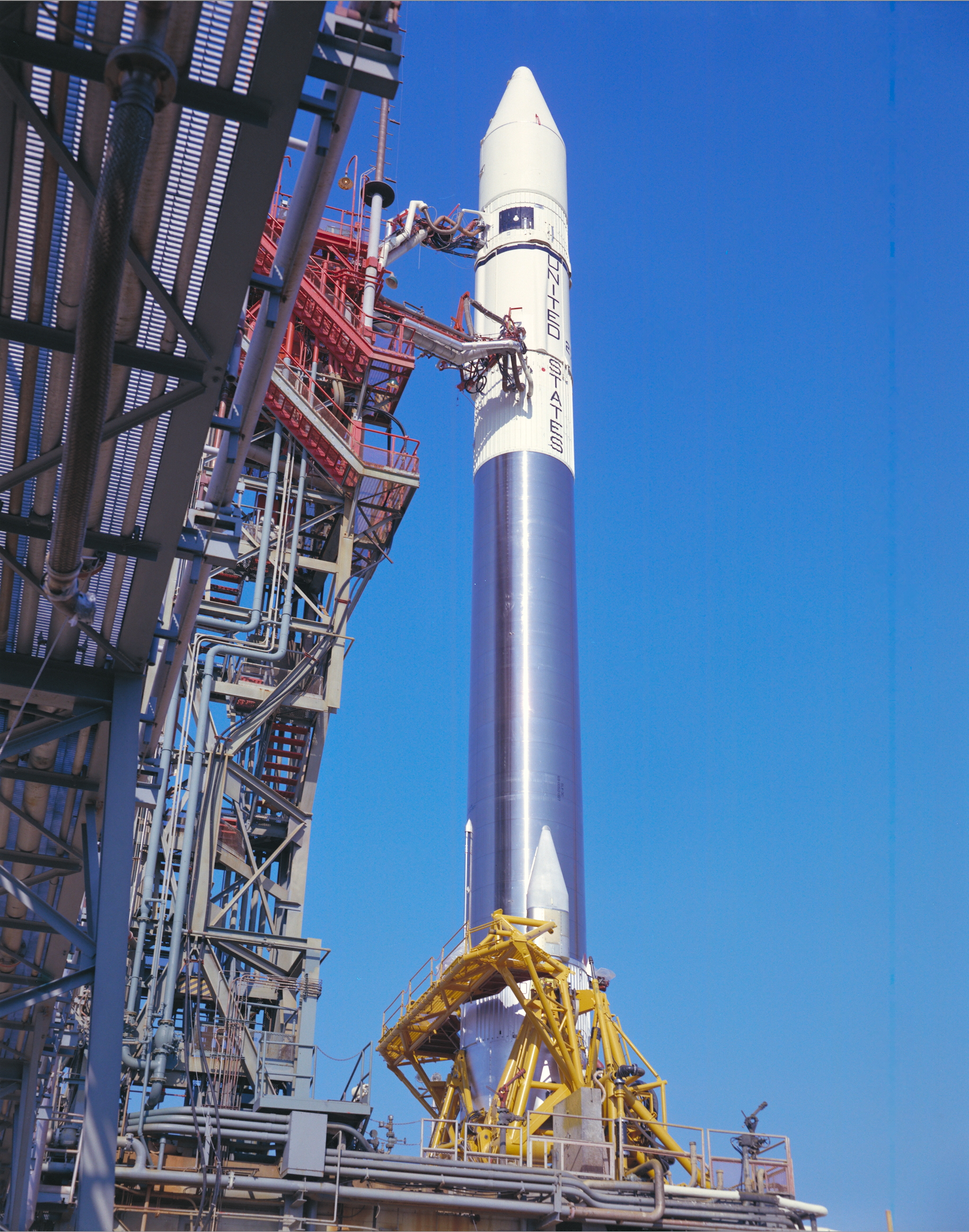
Atlas Centaur se sondou Pioneer 10

Na konci 60. let 20. století začal být nahrazován stupeň Agena stupněm Centaur. Obě verze byly používány současně, avšak výhody Centauru jasně převažovaly a pozdější verze raket Atlas vychází z právě z této koncepce. Trup rakety Atlas byl prodloužen v horní části a na něj byl usazen druhý stupeň Centaur. Ten měl dva své kyslíkovodíkové motory RL-10, které společně vyvinuly tah 133,5 kN. Základní stupeň byl používán postupně ve verzích Atlas D, později Atlas Centaur LV-3C a SLV-3c. Centaur byl používán ve verzích Centaur C/D/E/I. Raketa sloužila zprvu pro vysílání meziplanetárních sond s hmotností do 500 kg, později pro vypouštění těžších stacionárních družic do 830 kg. Mezi její nejdůležitější mise patřily sondy k Měsíci v programu Surveyor, meziplanetární sondy programů Mariner a Pioneer, dále se výrazně podílela na vynášení komunikačních satelitů Intelsat.

### Atlas Burner
K základnímu stupni Atlas byl připojen třetí stupeň Burner (firemní značení Star 37), používaný jako třetí stupeň raket Delta. Tím vznikla dvoustupňová (verze Atlas Burner 2A byla třístupňová) raketa schopná dopravit na oběžnou dráhu zařízení do 750 kg. Celkově se konaly pouze dva starty, přičemž při prvním v roce 1968 selhal aerodynamický kryt a bylo tak zničeno devět satelitů, které měly být dopraveny na orbitu. Další a poslední start v roce 1972 byl úspěšný. První varianta, Atlas Burner 2 byla složena ze základního stupně Atlas Agena SLV-3, který byl převzat z projektu Atlas Agena. Druhý stupeň tvořil stupeň Burner 2, který se používal jako třetí stupeň na raketách Thor a Delta. Varianta Atlas Burner 2A byla třístupňová, první stupeň byl Atlas E/F, druhý stupeň byl Burner 2 a třetí stupeň byl Star 26 nazývaný Burner 2A.

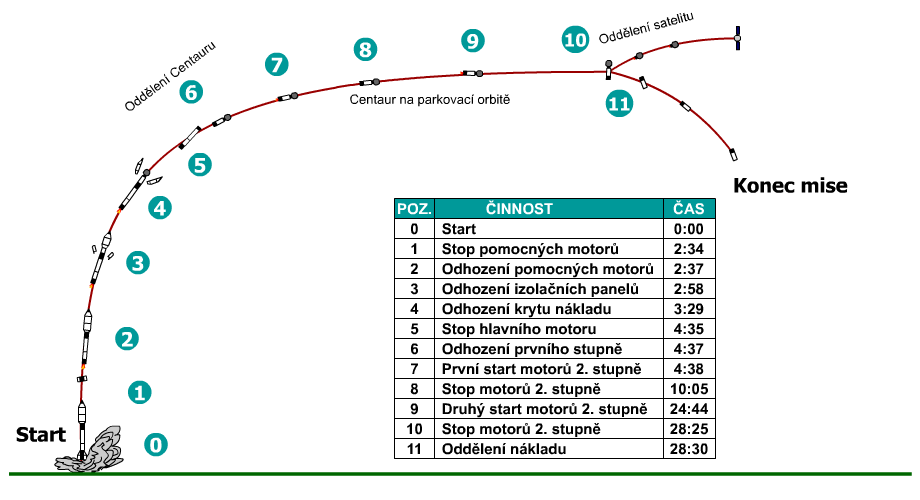
Průběh letu rakety Atlas I, mise Beppo-SAX 30. dubna 1996

### Atlas I
Byla to vylepšená verze rakety Atlas Centaur. Většina klíčových komponent je stejná, ale naváděcí a ovládací systém doznal výrazných vylepšení. Staré analogové výpočetní jednotky byly nahrazeny novými plně digitálními. Konstrukčně se jednalo o starší verzi Atlas G/H, s připojeným druhým stupněm Centaur. Byla používána v letech 1990 až 1997

### Atlas II

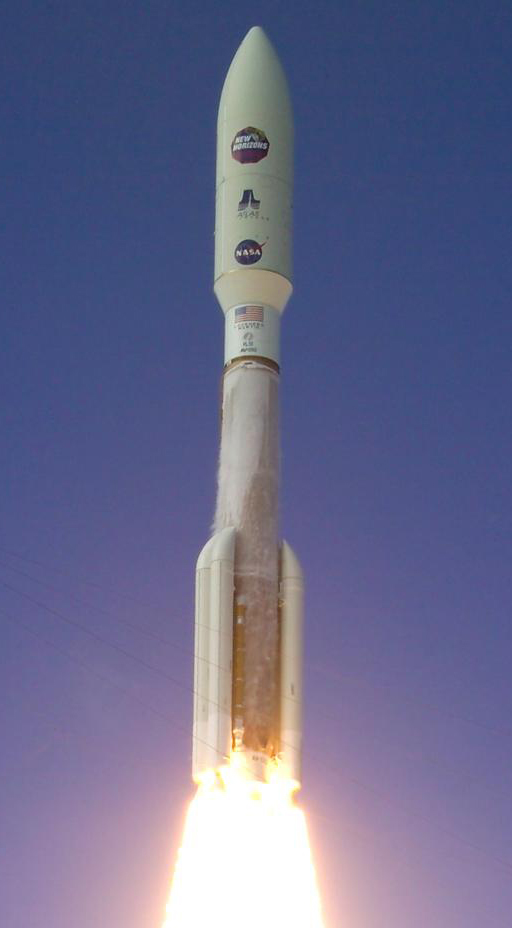
Atlas V - 551

Atlas II byla poslední verzí Atlasu využívající 1,5 (resp. 2,5 a 3,5) stupňový koncept. Vykonala celkem 63 startů (všechny verze) a poslední se konal 31. srpna 2004. Do roku 1997 byla používána souběžně s raketou Atlas I a od roku 2000 byla vyžívána souběžně s raketou Atlas III. Byla vyráběna ve třech verzích: třístupňový Atlas II, dvoustupňový Atlas IIA a Atlas IIAS se čtyřmi přídavnými motory Castor pro těžší náklady.

### Atlas III
Atlas III byla americká nosná raketa, používaná v letech 2000–2005. Po předchozích členech rodiny zdědila balonové nádrže, naváděcí systém a druhý stupeň Centaur, který je používán již téměř 50 let. Nejvýznamnější změnou je však použití ruských motorů RD-180 s uzavřeným cyklem. Celkem se konalo 6 startů a všechny byly úspěšné.

### Atlas V
Atlas V je dvoustupňová nosná raketa původně vyráběná společností United Launch Alliance. První stupeň se nazývá CCB (Common Core Booster) a spaluje RP-1 (petrolej) a kapalný kyslík, o jeho pohon se stará jeden motor ruské konstrukce RD-180. Druhý stupeň je Centaur V1 s motory RL-10A-4-2 na kapalný vodík a kyslík. Pomocné rakety byly vyvinuty společností Aerojet výhradně pro Atlas V a nazývají se jednoduše Atlas V SRB (Atlas V Solid Rocket Booster). První start se konal v srpnu 2002 a od té doby startovala celkem 12 krát s téměř 100 % úspěšností.

### Tabulka srovnání vícestupňových verzí
| Model        | Atlas Agena | Atlas Centaur  | Atlas I             | Atlas II            | Atlas III             | Atlas V 5H2 |
| ------------ | ----------- | -------------- | ------------------- | ------------------- | --------------------- | ----------- |
| Nosnost      | 2000 kg     | 1900 kg na GEO | 3630 kg 2255 na GEO | 6580 kg 2810 na GEO | 10 218 kg 4500 na GEO | 20 050 kg   |
| Celkový tah  | 1600 kN     | 1940 kN        | 1940 kN             | 2110 kN             | 2600 kN               | 12 000 kN   |
| Hmotnost     | 140 000 kg  | 150 000 kg     | 164 300 kg          | 204 200 kg          | 215 000 kg            | 546 700 kg  |
| Počet startů | 119         | 61             | 11                  | 63                  | 6                     | 0           |
| Úspěšnost    | 86,5%       | 83,6%          | 72%                 | 100%                | 100%                  | –           |
| Ve službě    | 1960–1978   | 1962–1983      | 1990–1997           | 1991–2004           | 2000–2008             | 2002        |

Nosnost – není-li dáno jinak, platí hodnoty pro nosnost na nízkou oběžnou dráhu Země.

GEO – Geostacionární oběžná dráha.

Hodnoty jsou orientační a mohou se u lišit pro různé typy vyšších stupňů a modifikace prvního stupně.

## Výrobci

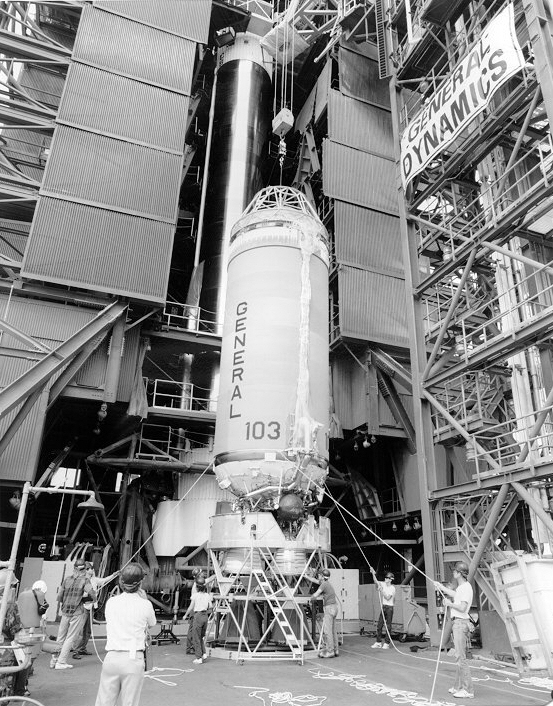
Stupeň Centaur před monáží na raketu Atlas II

Vývojem původní rakety Atlas byla v roce 1946 pověřena společnost Consolidated Vultee Aircraft Corporation, jinak známá jako Convair. Než však došlo na výrobu testovacích raket, byla převzata společností General Dynamics, která výrobu raket odprodala Lockheedu. Dnes je výroba a provoz v režii společnosti United Launch Alliance.

### Hlavní výrobci
- Convair – Základní studie.
- Convair Division General Dynamics – Od roku 1953 byl Convair součástí General Dynamics. Divize Convair pokračovala na vývoji a výroba byla přenesena do ostatních zařízení General Dynamics.
- Lockheed Martin – Výroba a vývoj raket Atlas II a III.
- United Launch Alliance – Současný výrobce a provozovatel Atlasu V. Podnik byl založen společnostmi Boeing a Lockheed Martin.

### Dodavatelé
- Lockheed – Bývalý výrobce stupně Agena.
- Boeing – Výrobce stupně Burner 2.
- Pratt&Whitney Rocketdyne – Výrobce řad motorů LR-89, LR-105 a RL-10.
- Thiokol – Dodavatel motorů Star 38, Star 37, Star 27.
- Bell Aircraft Corporation – Dodavatel motorů Bell 8000 pro stupeň Agena.
- NPO Energomaš – Dodavatel motorů RD-180 pro rakety Atlas III a Atlas V.
- Honeywell – Navigační systém, rádiové ovládání a později naváděcí počítač.
- Aerojet – Pomocné motory Atlasu V SRM (Solid Rocket Motor)

## Rampy pro Atlasy

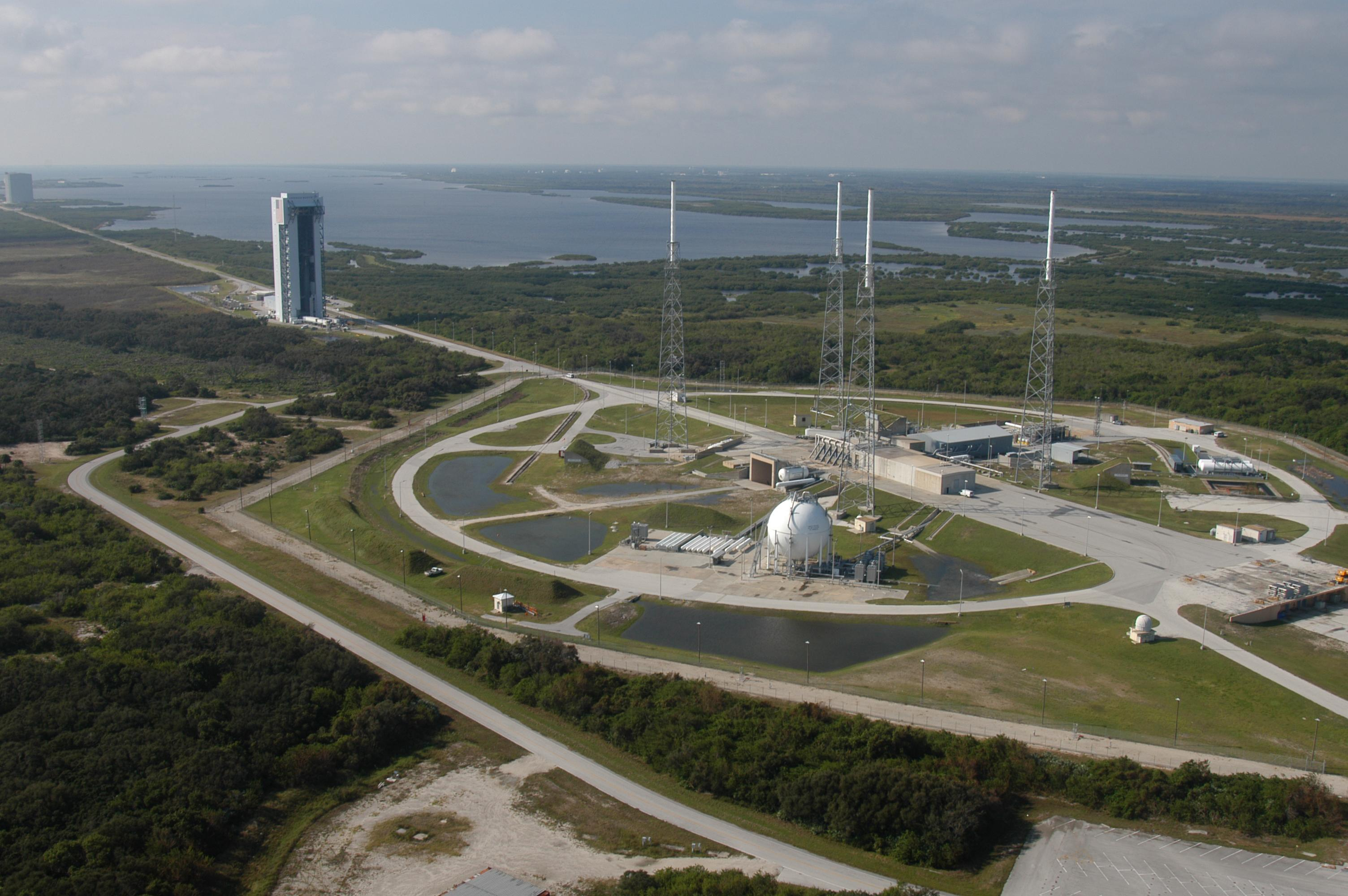
Odpalovací komplex 41 na Cape Canaveral

### Cape Canaveral
Pro rakety testy balistických rakety SM-65 Atlas byly na Cape Canaveral postaveny čtyři odpalovací komplexy. Do služby byly uváděny postupně, od srpna 1957 do dubna 1958, jednalo se o komplexy 11, 12, 13, 14, přičemž komplex 14 začal sloužit jako první, již 11. června 1957. Probíhaly zde testovací lety raket Atlas A až Atlas F a trvaly až do počátku 60. let, kdy byly odpalovací komplexy postupně upraveny a předány NASA, která je vyžívala ke startům raket programů Atlas Mercury a Atlas Agena. Komplexy 11,12 a 14 byly uzavřeny roku 1967 a komplex 13 roku 1978. V dubnu 1984 byly komplex 14 a rampa komplexu 13 prohlášeny národní historickou památkou.

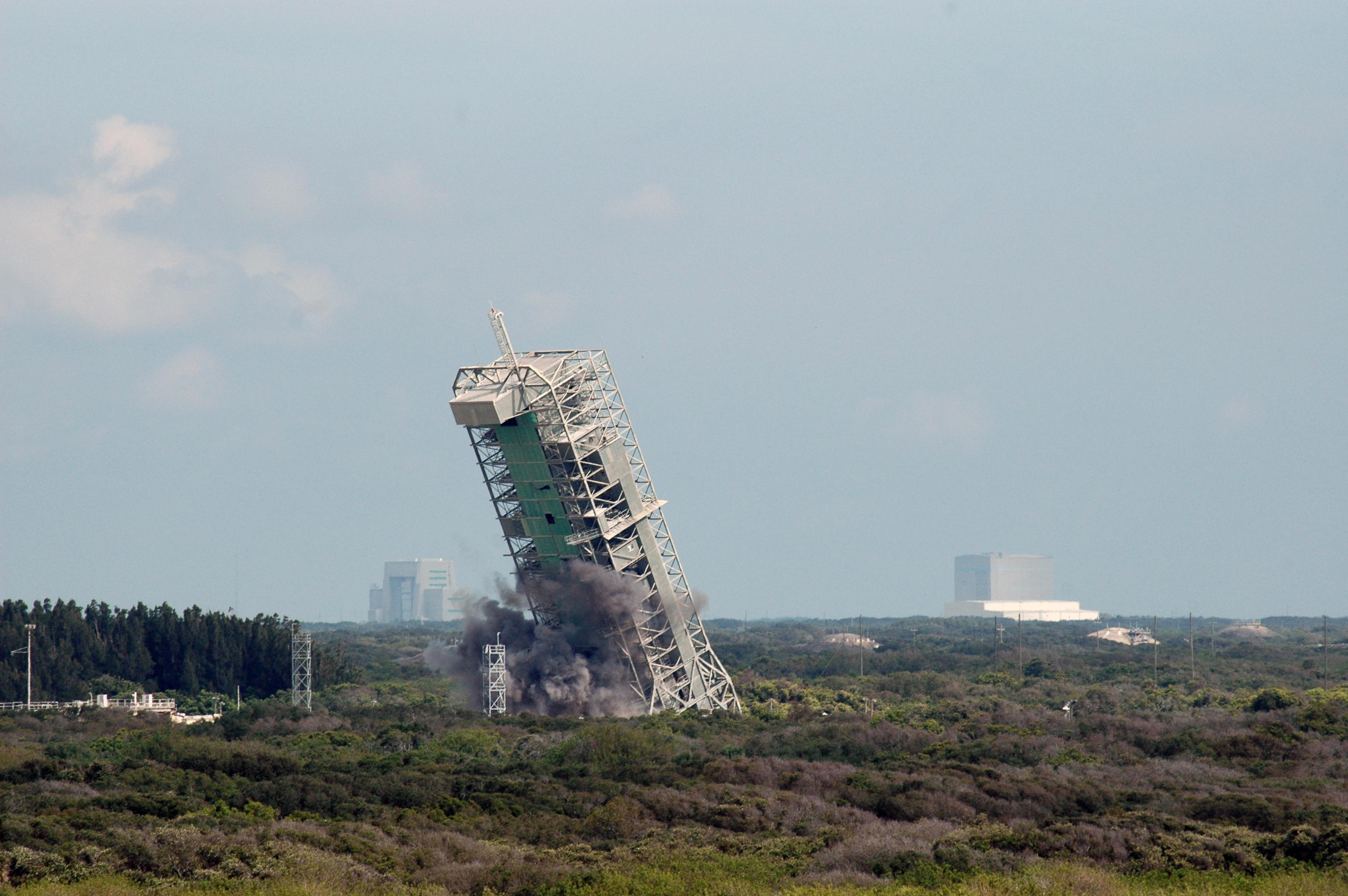
Demolice věže komplexu 36A

Odpalovací komplexy 36A 36B byly navrženy pro starty raket Atlas Centaur a byly provozovány NASA. První byl dokončen komplex 36A a 8. května 1962 zde proběhl první a neúspěšný start konfigurace Atlas Centaur. Druhý komplex, 36B, byl vystavěn mezi únorem 1963 a červnem 1964. Oba komplexy poté sloužily mnoho let a konala se zde řada startů důležitých misí. V roce 1989 byly oba převedeny na USAF a General Dynamics a dále sloužily pro komerční starty raket Atlas I až Atlas V. Rampy byly roku 2006 zbourány a servisní věže následovaly v červnu 2007. Komplex 41 byl používán od roku 1965 pro starty raket Titan a od srpna 2002 jej využívá United Launch Alliance pro rakety Atlas V.
- Rampa 11 – Testovací lety raket Atlas B/D/E/F
- Rampa 12 – Testovací lety raket Atlas A/C/D, Atlas Agena, Atlas Able
- Rampa 13 – Testovací lety raket Atlas B/C/D a Atlas Agena
- Rampa 14 – Počáteční testy raket Atlas A/B/C. Dále zde startovaly rakety Atlas LV-3B / Mercury a rakety Atlas Agena
- Rampa 36A/B – Pro rakety Atlas Centaur (programy Surveyor, Mariner, Pioneer), Atlas II, Atlas IIA a IIAS pro komerční starty (komunikační satelity Intelsat)
- Rampa 41 pro rakety Atlas V

### Vandenberg Air Force Base

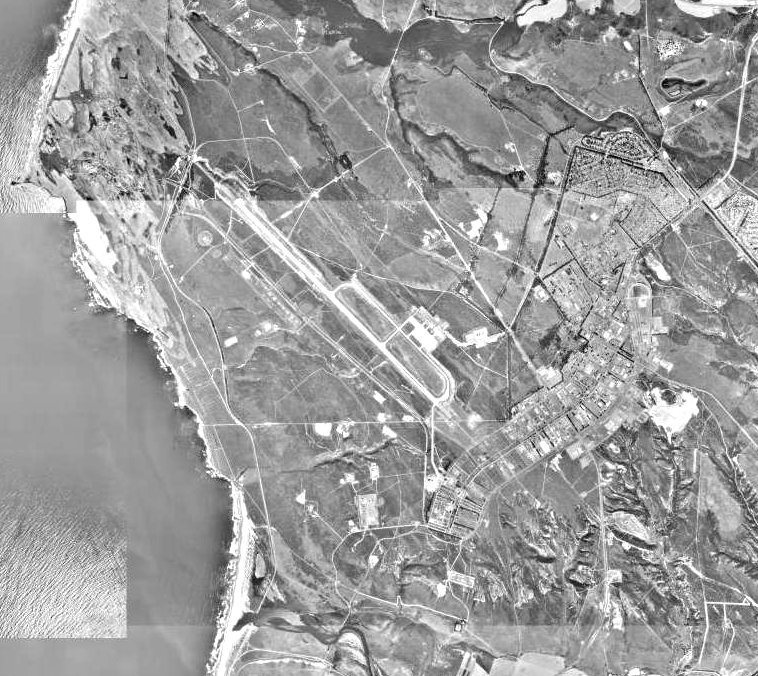
Vandenberg AFB – Kalifornie 15. září 1994

Na základně Vandenberg Air Force Base bylo na počátku 60. let postaveno několik odpalovacích komplexů pro testy raket SM-65 Atlas a základna byla zároveň prvním stanovištěm mezikontinentálních balistických střel. Jako první byly uváděny do provozu komplexy SLC3W, SLC3E a SLC4E. Později rampy komplexu 576 ,OSTF1 a OSTF2. V polovině 60. let bylo několik stanovišť přestavěno pro potřeby testů ABRES (Advanced Ballistic Reentry System – Pokročilý balistické návratový systém) a několik ramp bylo upraveno pro starty vesmírných raket Atlas Agena programu CORONA a dalších. Komplexy SLC3E a SLC3W pak sloužili pro vojenské, vědecké a komerční starty.
- 576 – Komplex několika ramp pro testování SM-65 Atlas a první aktivní raketová základna Atlasu
- OSTF1 a OSTF2 – Testovací raketová sila
- SLC3 West – Atlas Agena, programy CORONA, Samos a další
- SLC3 East – Atlas I, Atlas II, Atlas Agena, a v současnosti Atlas V

### White Sands
Na základně White Sands Missile Range se v roce 1948 konaly první suborbitální testy rakety MX-774. Jednalo se o tři testy, starty probíhaly na odpalovacím komplexu 33 a všechny byly neúspěšné.

### Edwardsova letecká základna
Na letecké základně Edwards se 21. a 22. června 1956 konaly testy motoru. První testovací zážehy byly pro poruchu palivového systému neúspěšné, ale druhý den již proběhlo vše hladce a motor byl na čtyři sekundy úspěšně zažehnut.

### Vojenské raketové základny
- Altus Air Force Base
- Dyess Air Force Base
- Fairchild Air Force Base
- Forbes Air Force Base
- Francis E. Warren Air Force Base
- Lincoln Air Force Base
- Offutt Air Force Base
- Plattsburgh Air Force Base
- Schilling Municipal Airport
- Walker Air Force Base